# Helena Rosén Andersson
Lilian Helena Rosén Andersson, född 28 juni 1966, är en svensk jurist. Hon var justitieråd i Högsta förvaltningsdomstolen 2017–2022 och är sedan 2022 advokat på Vinge.

## Biografi
Helena Rosén Andersson avlade juristexamen vid Lunds universitet 1990. Hon tjänstgjorde som tingsnotarie vid Mölndals tingsrätt 1991–1993 och blev assessor i Hovrätten för Västra Sverige 1996. Hon flyttade sedan till London för att studera vid University of London där hon 1997 blev Master of Laws med inriktning mot EU-rätt. Hon arbetade i Regeringskansliet 1999–2005, bland annat som rättssakkunnig och utredningssekreterare i Finansdepartementet och Justitiedepartementet.
År 2005 började hon arbeta på Advokatfirman Vinge och blev advokat (ledamot av Sveriges advokatsamfund) där 2007. Hon arbetade på Advokatfirman Lindahl 2008–2017 och var delägare i byrån 2012–2017.
Hon utnämndes av regeringen den 23 mars 2017 till justitieråd i Högsta förvaltningsdomstolen med tillträde den 2 oktober 2017.
Sedan 2022 är Rosén Andersson verksam som advokat på Vinge.